# Цибуля, Александра Сергеевна
Алекса́ндра Серге́евна Цибу́ля (род. 13 сентября 1990 года, Ленинград) — российский поэт, литературный критик.

## Биография
Публиковалась в различных Интернет-изданиях, журналах «Воздух», «Волга», «Гвидеон», «Урал», «Новое литературное обозрение» и др. Участник Майского фестиваля новых поэтов, фестиваля «Авант-лефт», Фестиваля верлибра в Санкт-Петербурге, Фестиваля «Поэтроника», Ландшафтного поэтического фестиваля «Пушкинские лаборатории», поэтической программы Красноярской ярмарки книжной культуры. Первая книга стихов вышла в 2011 году.

## Отзывы
Поэт и переводчик Анна Глазова:

Дебютная книга Александры Цибули, ранее публиковавшейся в журналах «Воздух», «Волга», «Урал» и в интернете, позволяет услышать голос человека, живущего среди слов, как среди существ с особой плотью: ощущение слова как чужого телесного присутствия документируется в каждом тексте. Слова и голос того, кто их произносит, вместе составляют сообщество, об опыте жизни в котором и идёт речь в книге. Между говорящим и речью возникают связи, обычно присущие отношениям между людьми — стыд, желание, смущение, страх, нежность. Стихи не столько описывают эти чувства, сколько фиксируют, как они возникают и исчезают. Переход от чувства к чувству, совершающийся от слова к слову, и определяет движение и драму книги как целого.

Поэт и филолог Кирилл Корчагин:

Александра Цибуля ставит перед собой, по существу, феноменологическую задачу — исследовать, как могут существовать образы в лишенном людей мире, и неомодернистская поэтика оказывается здесь весьма кстати. Возможно, эта задача в дальнейшем покажется поэту слишком узкой, и мы столкнемся с радикальным преобразованием метода, ограниченность которого заметна и сейчас, однако более важно то, что уже на этом этапе мы слышим достаточно сильный голос, который может не только заявить о себе, но и сообщить нам нечто важное о мире и о нашем восприятии.

Поэт Лада Чижова:

В книге Александры Цибули «Путешествие на край крови» лирический голос — это сам процесс смотрения (важно именно слияние смотрения и точности голоса). А отношение к увиденному — почти как отношение к другому (иному) телу, собранному из эротики, красоты и запаха смерти. Лирическое «я» смотрит — это смотрение есть сад — в этом саду полно прекрасных и страшных цветов. И глаз смотрящего безжалостен: всё, что попадает в область взгляда, точно (хирургически) определяется языком.

Поэт и литературный критик Екатерина Перченкова:

Поэзия Александры Цибули, в первую очередь, бесстрастна — что для неискушённого читателя, конечно, непривычно. Никакого «я». Никакого «ты». Это не диалог. Это, если угодно, философский дневник, который будет прочитан другими, поэтому автор его соблюдает коммуникативные правила; и соблюдает с той же тщательностью, с какой оформляют библиографию к научной работе. Задачи общения у автора нет: он занят познанием и описанием мира, находясь по сути в изолированном наблюдательном пункте — это разновидность гуманитарной феноменологии. Поэтому если диалог существует — он опосредован, читатель должен совершить усилие к нему, осознать себя в том же пространстве, в котором находился поэт.

## Книги
- Стихи. — СПб.: АсфАльтИздат, 2011. — (Книжная серия проекта «Ухо Ван Гога».)
- Путешествие на край крови. — М.: Русский Гулливер, 2014. — 86 с. — ISBN 978-5-91627-149-2.

## Награды и признание
- Лонг-лист премии «П» (2010).
- Лонг-лист премии «Белла» (2012).
- Лонг-лист премии «Дебют» в номинации «Поэзия» (2013)[6].
- Финалист Премии Аркадия Драгомощенко (2014)[7].
- Лауреат премии Центра «Русский Гулливер» в номинации «Поэтическая рукопись» (2014)[8].
- Приглашенный член жюри премиального сезона 2015 года премии «Различие»[9].
- Лауреат премии Аркадия Драгомощенко (2015)[10].